# 니브 매킨토시
니브 매킨토시(영어: Neve McIntosh, 1972년 4월 9일 ~ )는 스코틀랜드의 배우이다. 닥터 후 프랜차이즈에서 마담 바스트라(Madame Vastra) 역을 맡고 있다.

## 출연 작품
- 관종 (2017, Like Me)
- 크리티컬 (2015)
- 내 친구의 소원 (2009)
- 스프링 1941: 아픈기억 (2008)
- 패딩턴 발 4시 50분 (2004)
- 트라블 위드 멘 앤 위민 (2003)
- 배스커빌가의 개 (2002)
- 젠틀맨 하이웨이맨 (1999)
- 원더풀 월드 (1998)

### 텔레비전
- 닥터 후 (2010-14)